# Atherigona tarsalis
Atherigona tarsalis är en tvåvingeart som beskrevs av Preeti Srivastava 1985. Atherigona tarsalis ingår i släktet Atherigona och familjen husflugor. Inga underarter finns listade i Catalogue of Life.